# 昭南憲兵隊
昭南憲兵隊（しょうなんけんぺいたい）は、1945年初にシンガポールで編成された憲兵隊。1941年8月に編成されマレー作戦を督戦した第2野戦憲兵隊、1942年2月の日本軍（第25軍）のシンガポール占領に伴いシンガポール市内の治安維持にあたった第25軍憲兵隊、同隊がシンガポール市内の華僑粛清のため第5師団第9旅団と合同して編成された昭南警備隊および1942年5月以降軍政監部警務部の下で活動した憲兵隊を前身とする。この記事では上記各隊について説明する。

## 第2野戦憲兵隊

### 編成・着任
1941年8月、大阪第23部隊において第2野戦憲兵隊（隊長・大石正幸中佐）編成。同月、広島・宇品から大連に渡り、新京へ。新京で訓練をしながら待機。同年9月中旬から、下士官以下約半数が関特演で業務多忙となった関東憲兵隊の警務応援のためハルピン・奉天・新京などで勤務、同年11月中旬に新京に引揚げ、再結集。
1941年12月9日、第2野戦憲兵隊は、アジア・太平洋戦争開戦直後に第25軍の戦闘序列に編入され、同月14日に新京を発して大連港を出航。澎湖諸島・馬公港を経て、1942年1月14日、南タイ・シンゴラ}に上陸、翌15日にハジャイに前進した。
翌16日、ハジャイで中隊は大石隊長により6個分隊に分けられ、
- 大石隊長以下主力はクアラルンプールに向かう第25軍に従軍、
- 合志隊（隊長・合志幸祐中尉）は第5師団に従軍、
- 大西隊（隊長・大西覚中尉）は近衛師団に従軍、
- 東川隊（隊長・東川好信大尉）はシンゴラ、ハジャイおよびペナン島以北に配置され憲兵業務に服務、
- 残余各隊は第25軍主力を追走

を命じられた。

### マレー作戦中の活動
マレー作戦中、第5師団に従軍した大西隊の隊長・大西覚は、従軍中の憲兵隊の活動として下記を挙げている。
- 1942年1月16日、クアラルンプールで、敵機来襲の後、軍司令部から「華僑が火光信号をして敵機を誘導している疑いがあるから捜査すべし」という命令があり、隊長が一部憲兵を出して捜査[11]。
- 同月18日、占領後間もないムアル（英語版）に入り、現地で地図や、英軍が残していったガソリン・兵器・弾薬・車両・軍糧を捜索、インド人の投降兵を藤原機関に引渡す[12]。
- センガラン（英語版）付近で糧秣監視にあたっていた兵士3名が現地の中国系住民の女性を強姦した事件の捜査[13]
- 同月24日、センガランから、ジョホール州のスルタンと親交のあるマレー人をシンガポールへスルタンの捜索に潜行させ、敵情を偵察させた[14]。

なお大西は、憲兵の仕事をするにあたり言葉が通じないため、ムアルで日本語話者を探し、3名を得てシンガポールまで同行させたが、できればもっと通訳がほしかった、としている。

### 憲兵隊の集結
1942年2月10日、シンガポール島に入った第25軍司令部は、第2野戦憲兵隊に、分隊の各師団配属を解いて集結させるよう命令し、同月13日には、一部補助憲兵を憲兵隊に配属し、憲兵に戦闘地域を付与した。このとき、既に軍司令部はシンガポール占領後の華僑粛清を予期していたとみられている。命令を受けて、第2野戦憲兵隊・大石隊長は、同日、分隊を下記のとおり編成した。
- 左翼隊（横田隊、隊長・横田昌隆中佐）
  - 水野隊（隊長・水野銈治少佐）
  - 合志隊（隊長・合志幸祐中尉）
  - 大西隊（隊長・大西覚中尉）
- 右翼隊（城隊、隊長・城朝龍少佐）
  - 上園隊（隊長・上園美治大尉）
  - 久松隊（隊長・久松晴治中尉）

左翼隊は13日、右翼隊は翌14日にブキテマ三叉路付近に進出したが、いずれも英軍の砲撃を受けてそれぞれ退避、参謀部からの指示でマンダイ山付近で敗残兵、敵性分子等の検索を行った

## 第25軍憲兵隊

### シンガポール市内警備地区割当
1942年2月15日、英軍が降伏すると、同日夜に第2野戦憲兵隊・大石隊長は各分隊長を集合させ、シンガポール市内の警備地区を割当て、市内の占領、英軍兵士の武装解除、治安維持等の命令を下達した（第25軍憲兵隊）。警備地区の割当は下記のとおり。
- 左翼隊（横田隊）：シンガポール川以東の警備地区を水野隊、合志隊、大西隊に3分
- 右翼隊（城隊）：同川以西の警備地区を上園隊、久松隊に2分

憲兵隊本部はフォートカニングの英軍要塞司令部跡に設置された。
軍人軍属の非行防止のため、市内には憲兵以外の軍人軍属を入れないのが軍司令部の方針となっており、憲兵各隊は市街入口その他要所に憲兵哨を配置し、軍人軍属の入市を阻止していたが、兵力不足のため完璧には実施されなかった。
市内では現住民による略奪はおおむね防止できたが、郊外の英人居住区では物資の掠奪が起きた。入市後数日は降伏兵の集結・移動、失火による火災などもあり治安は不良だったが、その後補助憲兵の増配属を受け、2,3日後には治安は完全に回復した。

### 華僑粛清命令と昭南警備隊編成
1942年2月18日、第25軍司令部はマレー半島およびシンガポール島内反日華僑の粛清命令を出した。シンガポール島を除くマレー半島は第5師団（師団長・松井太久郎中将）、シンガポール市郊外は近衛師団（師団長・西村琢磨中将）、シンガポール市内は、第5師団第9旅団長・河村参郎少将を司令官として粛清工作のために新設された昭南警備隊が担当することになり、同隊は、第25軍憲兵隊の憲兵約200名と、第9旅団の歩兵を前身とする補助憲兵2個大隊および戦車・装甲車隊各1個隊で編成された。
第25軍憲兵隊の各分隊長は、同日夕刻、フォートカニングの憲兵隊本部で大石隊長から命令を下達され、同月19-20日にかけて中国系住民を適当な広場に集合させ、21-23日にかけて検問を実施、23日に軍司令部からの「厳重処分」命令を受けてチャンギー路付近、ブランカンマテ島ほかで補助憲兵が被選別者を殺害した。

### 第1次粛清終了後の編成
第1次粛清（シンガポール市内の集団検問による粛清）が終了すると、大石隊長は、
- 横田昌隆中佐以下をスマトラ作戦の配属憲兵要員として控置し、
- シンガポール島における憲兵の編成配置を下記のとおりとした[29]。
  - 昭南東分隊（水野銈治少佐）…シンガポール川以東。スタンフォード路（英語版）の旧YMCAの建物を拠点とした[30]。
  - 昭南西分隊（上園美治大尉）…同川以西。のちに水上分隊となった[29]。水上憲兵隊はタンジョン・パガー（英語版）の聖アンドリュース児童病院の建物に拠点を置き、空・海の交通管制と情報収集をしていた[31]。[32]
- 別に特別警察隊（特警隊）（大西覚中尉以下憲兵50名）を編成し、同隊はマレー・シンガポール全域の共産党対策と防諜を担当した[29]。特別警察隊は1942年3月中旬、オクスレイ・ライズ[33]の下に移った[34][31]。[35][36]

## 軍政監部警務部
1942年5月初旬、軍政監部がシンガポールに創設されると、憲兵は軍政監部警務部に属し、現地警察を指導して治安維持、現地住民の宣撫工作等に任じた。
歴代の警務部長は下記のとおり。
- 初代 大谷敬二郎 憲兵中佐
- 第2代 磯部幸助 憲兵大佐
- 第3代 西島剛 歩兵大佐

## 昭南憲兵隊
- 1944年12月初旬、南方軍は、南西方面の戦況に鑑み、シンガポールを中核とする戦備強化のため、昭南防衛司令部（司令官・田坂専一中将）を設置した[38]。これに伴い、シンガポールに駐留していた憲兵によって昭南憲兵隊が設置され、前特別警察隊長の大西覚が隊長代理となった[38]。
- 1945年1月24日、軍令により昭南憲兵隊（隊長・中村数雄少佐）が編成され、シンガポール島のほかマレー半島のジョホール州、ビンタン島その他島嶼部を管区とした[38]。[39]
- その際、特別警察隊はシンガポールからペラ州タパー（英語版）へ移転して本部第1別班と呼称し、スパイ関係を担当していた下村友平曹長は「第29軍憲兵隊昭南連絡所」としてシンガポールに残留、山口阿久利少尉以下数名が昭南憲兵隊に転出した[40]。